# 圣让德萨维尼
圣让德萨维尼（法語：Saint-Jean-de-Savigny，法語發音：[sɛ̃ ʒɑ̃ də saviɲi]）是法国芒什省的一个市镇，属于圣洛区。

## 地理
圣让德萨维尼（49°11'40"N, 0°59'34"W）面积7.58 平方千米，位于法国诺曼底大区芒什省，该省份为法国西北部沿海省份，西、北、东北三面环大西洋，东起顺时针与卡爾瓦多斯省、奧恩省、马耶讷省和伊勒-维莱讷省接壤。
与圣让德萨维尼接壤的市镇（或旧市镇、城区）包括：埃勒河畔圣玛格丽特、库万、瑟里西拉福雷、埃勒河畔圣克莱尔。

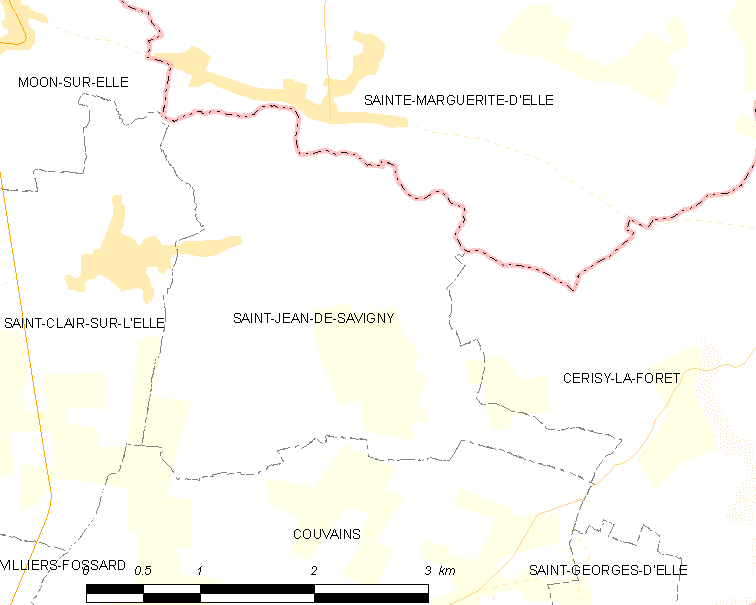
圣让德萨维尼的OSM定位图

圣让德萨维尼的时区为UTC+01:00、UTC+02:00（夏令时）。

## 行政
圣让德萨维尼的邮政编码为50680，INSEE市镇编码为50491。

## 政治
圣让德萨维尼所属的省级选区为蓬埃贝尔县。

## 人口

1962-2008年间圣让德萨维尼人口变化图示

圣让德萨维尼于2022年1月1日时的人口数量为422人。